# Halima Tayo Alao
Pour les articles homonymes, voir Alao (homonymie).
Halima Tayo Alao, née en 1956, est une fonctionnaire et femme politique  nigériane ministre de la Santé  puis ministre de l'Environnement et du Logement.

## Formation
Halima Tayo Alao est née le 6 décembre 1956. Elle a obtenu une maîtrise en Architecture de l'Université Ahmadu Bello, à Zaria en 1981. Elle a rejoint le service civil  de l'État de Kwara en 1982.
Elle est devenue Secrétaire Permanente du Ministère des Travaux publics et des Transports, à Ilorin, dans l'état de Kwara. Elle a obtenu une Maîtrise en Administration Publique, 2003 à l'Université d'Ilorin.
De 2005 à juillet 2006, elle est Ministre Fédérale de l'État chargée de la Santé.

## Ministre de l'Environnement et du Logement
Halima Tayo Alao est nommée Ministre de l'Environnement et du Logement, le 26 juillet 2007 par le Président Umaru Yar'Adua.
Elle est limogée à l'occasion d'un important remaniement ministériel, le 29 octobre 2008.
La raison avancée pour son départ serait ses constantes oppositions avec Chuka Odom, ministre d'état et représentant de la Progressive Peoples Alliance.
Son successeur est John Odey, nommé le 17 décembre 2008.